# Sir-Tech
Sir-Tech Software, Inc. foi uma desenvolvedora e publicadora de jogos eletrônicos sediada nos Estados Unidos e Canadá, a empresa encerrou as operações em 2003.

## História
No outono de 1979, a Sirotech Software foi fundada por Norman Sirotek, Robert Sirotek e Robert Woodhead. A Sirotech Software publicou info tree, um programa de gerenciamento de banco de dados, galactic attack e uma versão beta de Wizardry: Dungeons of Despair que mais tarde foi renomeada para Wizardry: Proving Grounds of the Mad Overlord e lançada formalmente no outono de 1981. foi o primeiro jogo da série Wizardry.
Na primavera de 1981, a Sir-Tech Software, Inc foi incorporada como desenvolvedora e editora de videogames nos Estados Unidos.
Em 1998, a Sir-Tech USA fechou. A parte canadense, Sirtech Canada Limited, continuou a operar até o final de 2003.
Sir-Tech é mais conhecido por Wizardry, a série de videogame RPG. A série Jagged Alliance, publicada pela primeira vez pela Sir-Tech em 1994, tornou-se uma franquia popular. O terceiro jogo da série, Jagged Alliance 2, ainda estava disponível em sua editora atual 15 anos após seu lançamento inicial.

## Jogos eletrônicos

### Desenvolvido e publicado
- Galactic Attack (1980) (como Siro-Tech)
- Wizardry: Proving Grounds of the Mad Overlord (1981)
- Wizardry II: The Knight of Diamonds (1982)
- Wizardry III: Legacy of Llylgamyn (1983)
- Crypt of Medea (1984)
- Rescue Raiders (1984)
- Deep Space: Operation Copernicus (1986)
- Wizardry IV: The Return of Werdna (1987)
- Wizardry V: Heart of the Maelstrom (1988)
- The Usurper: The Mines Of Qyntarr (1989)
- Wizardry VI: Bane of the Cosmic Forge (1990)
- Freakin' Funky Fuzzballs (1990)
- Wizardry VII: Crusaders of the Dark Savant (1992)
- Jagged Alliance: Deadly Games (1996)
- Wizardry Gold (1996)
- Wizardry 8 (2001)

### Apenas desenvolvido
- Nemesis: The Wizardry Adventure (1996)
- Jagged Alliance 2 (1999)
- Jagged Alliance 2: Unfinished Business (2000)

### Apenas publicado
- The Seven Spirits of Ra (1987)
- Realms of Arkania: Blade of Destiny (1993)
- Realms of Arkania: Star Trail (1994)
- Druid: Daemons of the Mind (1995)
- Jagged Alliance (1995)
- Fable (1996)
- Armed & Delirious (1997)
- Excalibur 2555 AD (1997)
- Virus: The Game (1997)
- Realms of Arkania: Shadows over Riva (1997)